# Gulácsi Tamás
Gulácsi Tamás (Békéscsaba, 1984. december 29. –) magyar színművész.

## Életpályája
1997-2003 között a Csabai Színistúdióban, majd 2003-2006 között a Pesti Magyar Színiakadémián tanult. 2006-2009 között a Kaposvári Egyetem színművész szakos hallgatója volt. 2009-2012 között a kaposvári Csiky Gergely Színház tagja volt. 2012-2013 között szabadúszó volt. 2013-tól a nyíregyházi Móricz Zsigmond Színház színésze.
Felesége, Kosik Anita színésznő, akivel 2017-ben házasodtak össze.

## Filmes és televíziós szerepei
- Fej vagy írás (2005)
- Nekem Budapest (2013)
- Hacktion: Újratöltve (2013)

## Díjai és elismerései
- Pethes–Agárdi-díj (2018)
- Móricz-gyűrű (2019)[4]